# Lagnieu
Lagnieu (frankoprovenzalisch Lagnioe) ist eine französische Stadt mit 7321 Einwohnern (Stand 1. Januar 2022) im Département Ain in der Region Auvergne-Rhône-Alpes. Die Einwohner nennen sich Lagnolans oder Latinicois.

## Geografie
Die Stadt Lagnieu liegt am Fuß der südwestlichsten Ausläufer des Jura, nahe dem markanten Rhôneknie, etwa sechs Kilometer südlich von Ambérieu-en-Bugey.
Zu Lagnieu gehören die Ortsteile Charveyran, Chamoux, Posafol und Proulieu.

## Bevölkerungsentwicklung
| Jahr                       | 1962 | 1968 | 1975 | 1982 | 1990 | 1999 | 2011 | 2021 |
| Einwohner                  | 3082 | 4162 | 5208 | 5594 | 5686 | 5882 | 6785 | 7268 |
| Quellen: Cassini und INSEE |      |      |      |      |      |      |      |      |

## Sehenswürdigkeiten
Das Château de Montferrand, 1471 errichtet, wurde während der Französischen Revolution in Parzellen aufgeteilt. Heute fehlen die Türme, Teile des Ensembles wie Kamine, Fensterläden (17. Jahrhundert) und Wandmalereien sind noch erhalten. Die Reste des Schlosses sind als Monument historique ausgewiesen.
Die Kirche Johannes der Täufer (Église Saint-Jean-Baptiste) wurde zwischen 1867 und 1870 erbaut.
|  |  |  |